# Patriotic Millionaires
Pour les articles homonymes, voir Millionnaire (homonymie).
Patriotic Millionaires est une organisation politiquement indépendante de riches Américains qui promeuvent la restructuration du système fiscal américain afin que les riches paient une plus grande part de leurs revenus sous forme d'impôts. Patriotic Millionaires est fondé en 2010 par Erica Payne pour dénoncer les réductions d'impôts de Bush. Pour devenir membre, il faut détenir un million de dollars en revenu annuel ou plus de cinq millions de dollars d'actifs,,,,.
Parmi les membres notables figurent Lawrence Lessig, Norman Lear et Abigail Disney,,,.

## Histoire
Patriotic Millionaires est fondé en 2010 par Erica Payne sous le nom de « Patriotic Millionaires for Fiscal Strength ». Son objectif est de faire pression lors de la présidence de Barack Obama pour que les réductions d'impôts accordées sous George Bush soient abrogées ,,,
En 2010, le groupe compte environ 45 membres, et en 2011, ils en comptent environ 150,. En 2019, Patriotic Millionaires compte plus de 200 membres,.
En 2012, Barack Obama reçoit le soutien de membres éminents du groupe Patriotic Millionaires pour plaider en faveur de la règle Buffett,.
En 2015, Patriotic Millionaires annonce une fusion avec Wealth for the Common Good, qui fait désormais partie de l'organisation,.
En 2017, le groupe soutient la « Marche sur McDonald's » aux côtés du Movement for Black Lives et de Color of Change, dans le but d'obtenir la syndicalisation et de mettre en place un salaire minimum de 15 dollars chez McDonald's,.
En 2023 et 2024, le groupe dépose une lettre ouverte lors des sessions du Forum économique mondial afin de récolter un maximum de signatures dans le but d'appeler à taxer davantage les riches.

## Positions politiques
Patriotic Millionaires soutient la mise en place d'un salaire minimum plus élevé, un système fiscal progressif, la suppression des niches fiscales et la réduction de l'influence de l'argent en politique grâce à une réforme du financement des campagnes électorales,,,. En plus de s'opposer aux réductions d'impôts de Bush, le groupe lutte contre la loi de 2017 sur les réductions d'impôts et l'emploi,,. Le groupe soutient également une réduction des inégalités économiques,,. Les membres du groupe estiment que la concentration des richesses est « déstabilisante » et peut conduire à de la violence,,.